# أمن-م-حات-عنخ

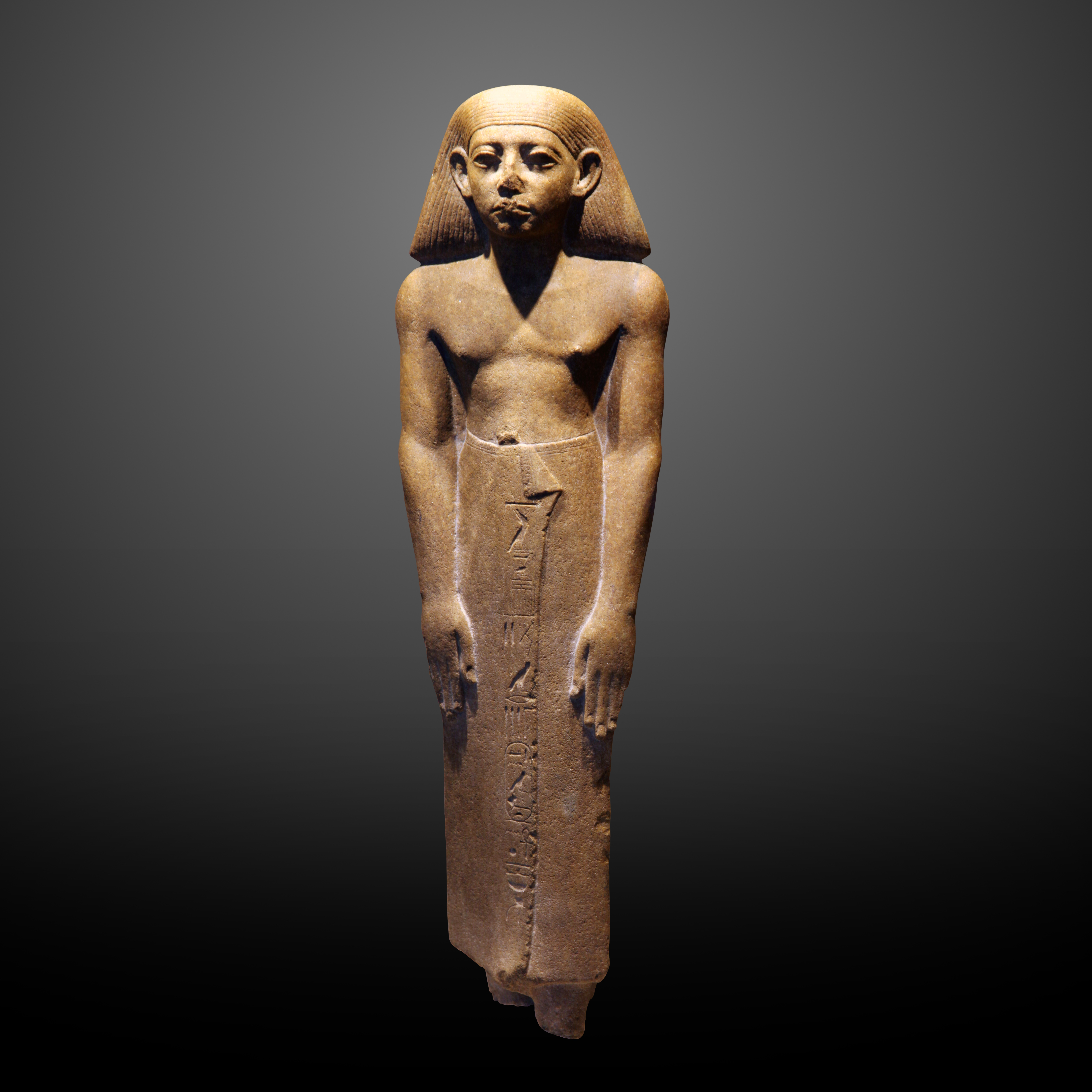

أمنمحات عنخ (اسمه يعني حياة أمنمحات) كان أميرًا مصريًا قديمًا عاش في عهد الأسرة الثانية عشرة، و هو ابن أمنمحات الثاني.

## التوثيق
ذُكر أمن-م-حات-عنخ على باب وهمي كان موجود أصلاً في قبره و لكن تم العثور عليه مُستخدماً في قبر خنمت وسا إيسي في دهشور. كما ذكر إسمه أيضا على قاعدة تمثاله المكسور الذي عُثر عليه في سقارة و هو موجود الآن في متحف القاهرة، حيث سجّل أمره المتعلق بتعيين كاهن يُدعى تيتي-م-ساف. كما يظهر اسمه أيضًا على تمثال لشخص يُدعى حر-م-ساف من سقارة؛ و ذلك على قاعدة التمثال تم العثور عليه في منطقة موت في معبد الكرنك ، و هو موجود الآن في متحف القاهرة. بالإضافة إلى ظهور إسمه على نقوش قبر الوزير خنوم-حتب ، و ذلك القبر هو القبر رقم 2 في دهشور.